# Grifón nivernais

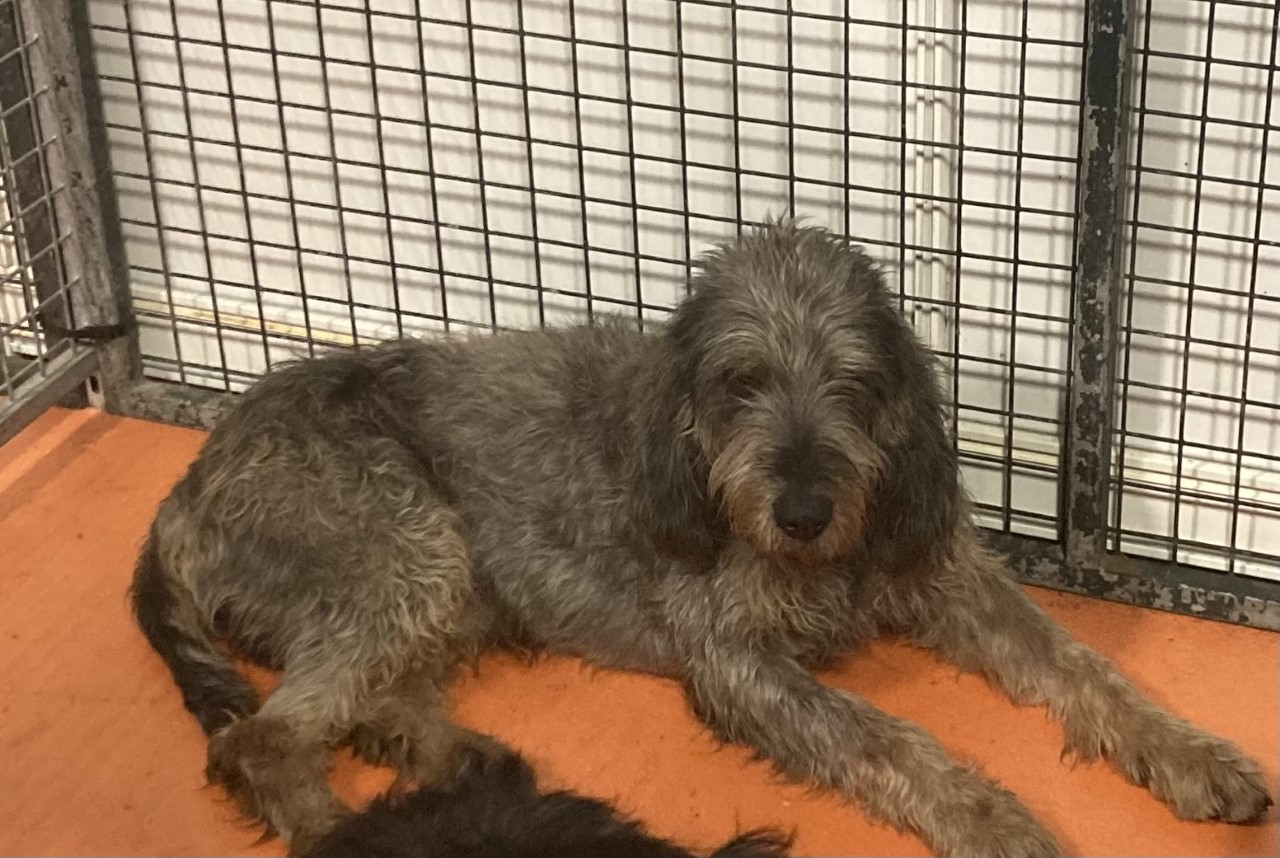

El Griffon Nivernais (FCI N º 17) es una raza de perro del tipo sabueso, originario de Francia y es un perro de caza versátil, utilizado en la caza menor en general, en paquetes o individualmente. Raza de hoy es una reconstrucción de un antiguo tipo de perro de la región Nivernais.
El Grifon Nivernais es un perro de tamaño mediano, de 55 a 60 cm (21,7 hasta 23,6 pulgadas) a la cruz, con un distintivo rugoso (shaggy) capa, orejas largas , y una cola larga hacia arriba y en una ligera curva. El cuerpo es más largo que la mayoría de los sabuesos franceses, y son  más de resistencia que de velocidad. Como una raza reconstruida, el estándar de la raza entra en detalles mucho más con respecto a las proporciones del cuerpo, la estructura, y el abrigo de lo normal para un perro de trabajo.
El color del pelaje es canoso de aspecto general,gris claro a gris jabalí. El pelaje es agutí, con cada pelo más oscuro en la base que en la punta. Los cabellos blancos se dispersan a través de la capa. Los colores son muy ligeramente beige superpuestos con negro (poil de Lièvre, capa de liebre), cubierto de sable negro (loup gris, gris lobo) y cervatillo superpuesto con el azul (bleu gris, gris azul). Puede haber una pequeña mancha blanca en el pecho.

## Historia
El Grifon Nivernais era una raza mantenida por nobles franceses de la Nièvre, que desaparecieron después de la Revolución Francesa. La raza fue reconstruido en 1925, por unos cazadores en el Morvan, el modelado de los tipos antiguos que llegaron a Europa con los cruzados y del tipo denominado "Canes Segusii" o el Hound Dog Celtic por los escritores antiguos. Los perros originales fueron utilizados para cazar lobos y jabalíes en el siglo XIV, y eran mucho más grandes que la raza de hoy en día. La reconstrucción de la raza se realiza sobre la base de la Grifón vandeano grande. Otras razas utilizadas fueron el Otterhound y Foxhound.
La raza era pequeña en número durante muchos años, pero ahora está experimentando un renacimiento.
La raza tiene una buena nariz y una buena voz, y es un buen perro de caza y muy alerta para la caza en matorrales y terrenos difíciles. Ejemplos del Nivernais Griffon se han exportado a otros países, en los que se promueven como una especie rara. Para aquellos que buscan una mascota única.
Sus largas orejas caídas quedan tapadas (sin ventilación) y el grifón puede tener problemas de higiene en los oídos. Que pueden llevar a algún tipo de infección leve. 
No hay problemas de salud inusuales o no han sido documentados.

## Temperamento
El temperamento ideal es el de un perro valiente, obstinado e independiente. El temperamento de los perros individuales puede variar.